# SAAFホールディングス
SAAFホールディングス株式会社（サーフホールディングス、英: SAAF Holdings Co., Ltd.）は、東京都江東区豊洲に本社を置く、日本の持株会社。

## 概説
2018年4月6日、ITbookおよびサムシングホールディングス（現・サムシング以下、「サムシング」）の両社は、経営統合に関する覚書を締結した。
1. ITbookおよびサムシングHDを完全子会社、新設する共同持株会社を完全親会社とする共同株式移転を実施する。
2. ITbookおよびサムシングHDの両社は同年9月26日付で上場廃止となり、新持株会社は同年10月1日付で東証マザーズ市場（現：東証グロース）に上場する。

2018年5月26日、ITbookおよびサムシングHDの両社が共同株式移転に関する最終契約を締結し、株式移転計画書を作成した。
経営統合の方式
1. 株式移転比率を（ITbook）１：（サムシングHD）0.95として、両社を完全子会社、共同持株会社を完全親会社とする共同株式移転を実施。
2. １の実施に際し、ITbookとサムシングHDの両社は同年9月26日付で上場廃止となり、共同持株会社は同年10月1日付でマザーズ市場（現：東証グロース）へ上場する。

2018年10月1日、ITbookホールディングス株式会社設立。

## 経営理念
「しなやかに、社会を支える。」~Flexibly Supporting Society.~

## 沿革
参照：
- 2018年10月1日 - ITbookおよびサムシングHDの共同株式移転により、ITbookホールディングス株式会社設立。同時に、東証マザーズ市場（現・東証グロース）へ新規上場[7]。
- 2019年6月10日 - 連結子会社のサムシングHDが、地質調査・試験業務などを手掛けるアースプライムの全株式を取得、子会社化[8]。
- 2020年
  - 2月 - システム開発を担う子会社として、ITbookテクノロジーを設立。
  - 4月 - 連結子会社のITbookが、保有する連結子会社3社[注釈 2]の株式をITbookテクノロジーへ譲渡。
  - 10月1日 - 連結子会社のITbookテクノロジーが、RINETおよびエスアイ技研の2社を吸収合併[9]。
  - 11月13日 - 連結子会社のITbookテクノロジーが、データテクノロジーおよびプロネットの2社を吸収合併[9]。
- 2021年
  - 3月 - 連結子会社のITbookから、同社子会社のNEXTの全株式を取得し、直接子会社化。連結子会社のサムシングが、ドローンを主力としたIoT事業を手掛ける株式会社ジオプロ（現・kiipl&nap）の全株式を取得、子会社化。
  - 6月1日 - 連結子会社のサムシングが、連結子会社のサムシングHDを吸収合併[10]。
  - 7月1日 - 連結子会社のジオプロが、サムシングおよび長崎放送を割当先とする第三者割当増資を実施。連結子会社のITbookテクノロジー（現・NXTech）が、システムハウスわが家を吸収合併[9]。
  - 7月6日 - 連結子会社のジオプロが、kiipl&napへ商号変更[11]。
  - 7月14日 - 連結子会社のITbookとの共同出資により、信栄保険サービス（初代）を設立[12]。
  - 7月30日 - 連結子会社のGIRが、土地・建売住宅の分譲を手掛ける三愛ホームの株式70%を取得、子会社化[13]。
- 2022年
  - 2月28日 - 連結子会社のサムシングが、鉄道関連工事の施工などを手掛ける東名の株式80%を取得、子会社化[14]。
  - 7月 - 東京都江東区に本店移転。連結子会社のITbookより、同社子会社3社[注釈 3]の全株式を取得、直接子会社化。
- 2023年
  - 4月 - 連結子会社のサムシングより、同社子会社のジオサインの全株式を取得、直接子会社化。
  - 10月1日 - 連結子会社のNEXTが、フロント・アプリケーションズを吸収合併[15]。
  - 12月 - 連結子会社のITbookより、同社子会社3社[注釈 4]の全株式を取得、直接子会社化。連結子会社のサムシングより、同社子会社2社[注釈 5]の全株式を取得、直接子会社化。連結子会社のGIRより、同社子会社の三愛ホームの株式を取得、直接子会社化。
- 2024年
  - 1月 - 連結子会社の三愛ホームの株式を追加取得（100％）、完全子会社化。
  - 3月 - 連結子会社のみらいが、B&Wを吸収合併。連結子会社の東京アプリケーションシステムが、東北ITbook株式会社 を吸収合併
  - 4月 - 連結子会社のサムシングより、アースプライムの全株式を取得、直接子会社化。
  - 4月3日 - 連結子会社のNEXTが、ITbookテクノロジーを吸収合併[9]。
  - 8月 - 連結子会社のみらいが、クリードパフォーマンスを吸収合併。
  - 9月 - 連結子会社のITloanが信栄保険サービス（初代）を吸収合併のうえ、信栄保険サービス（2代）へ商号変更。
  - 9月1日 - SAAFホールディングス株式会社へ商号変更[16][17]。連結子会社のNEXTが、NXTechに商号変更。

## 事業概要
出典：
コンサルティング事業
官公庁や民間企業等に対するこれらを通じた組織的戦略目的の達成支援（業務、情報システムの総合的整理・再構築の提案）
| - ITbook株式会社 |  | - みらい株式会社 |

システム開発事業
新規システムの開発、ニアショア開発、ハードウェアなどの販売・保守、運用、組込開発
| - 東京アプリケーションシステム株式会社 - NXTech株式会社（重複） |  | - 株式会社コスモエンジニアリング |

人材事業
技術者や教師をはじめとした製造業・流通業等の分野への人材派遣、人材紹介
| - NXTech株式会社（重複） - 株式会社イスト |  | - 株式会社アイニード |

地盤調査改良事業
ハウスメーカーなどに対する戸建て・マンション・ビル等の地盤調査、測量・地盤改良、不動産業など
| - 株式会社サムシング - 株式会社サムシング四国（23.1％） - 株式会社アースプライム |  | - 株式会社GIR（重複） - 株式会社三愛ホーム - 株式会社東名 |

保証検査事業
ハウスメーカーなどに対する地盤保障、住宅完成保証、住宅検査関連業務
| - 株式会社GIR（重複） |  | - Something Re. Co.,Ltd.（マレーシア） |

建設テック事業
GPS付地盤調査機器「GeoWebシステム」などのレンタル・販売のほか、電子認証サービス
- ジオサイン株式会社（SAAF HD 53.6%）

グローバル事業
東南アジアにおける地盤調査、地盤改良、土木工事、住宅建設請負など
- SOMETHING HOLDINGS ASIA PTE. LTD.（シンガポール）- 東南アジア事業の統括（サムシング 100.0%）

| - SOMETHING VIETNAM CO., LTD.（ベトナムホーチミン市） |  | - JAPANEL HOME (CAMBODIA) CO., LTD.（カンボジアプノンペン） |

その他事業
| - 株式会社kiipl&nap - ドローンを主力としたIoT事業など - 信栄保険サービス株式会社 - 金融業 |  | - M&Aマックス株式会社 - M&Aアドバイザリー事業 |